# Morti nel 1990/Novembre
| Questa pagina contiene informazioni ricavate automaticamente dalle voci biografiche con l'ausilio del template Bio e di un bot. L'aggiornamento è periodico e automatico e ricostruisce completamente la pagina. Se manca una persona in questa lista, sei pregato di non aggiungerla, ma accertati piuttosto che la sua voce biografica contenga il template Bio e che i dati anagrafici siano correttamente compilati. Se il template Bio manca, inseriscilo tu stesso o, in alternativa, metti l'avviso {{tmp\|Bio}} che ne segnala la mancanza. Se i dati riportati sono sbagliati, correggi direttamente la voce biografica; le modifiche saranno visibili in questa lista entro pochi giorni. Per chiarimenti vedi il progetto biografie. La lista contiene solo le 105 persone che sono citate nell'enciclopedia e per le quali è stato implementato correttamente il template Bio. Pagina aggiornata al 3 mar 2024. |

- 1º novembre - Katan Amano, artista giapponese (n. 1953)
- 1º novembre - Cipriano Biyehima Kihangire, vescovo cattolico ugandese (n. 1918)
- 1º novembre - Kim Hyun-sik, cantautore sudcoreano (n. 1958)
- 2 novembre - Gianni Amico, sceneggiatore, regista e critico cinematografico italiano (n. 1933)
- 2 novembre - Pasquale Russo, imprenditore, dirigente sportivo e politico italiano (n. 1914)
- 2 novembre - Alessandro Sperlì, attore e doppiatore italiano (n. 1925)
- 2 novembre - William Travilla, costumista statunitense (n. 1920)
- 2 novembre - Donald A. Wollheim, scrittore e editore statunitense (n. 1914)
- 3 novembre - Valerie French, attrice britannica (n. 1928)
- 3 novembre - Manmohan Krishna, attore e regista indiano (n. 1921)
- 3 novembre - Mary Martin, attrice, cantante e ballerina statunitense (n. 1913)
- 3 novembre - Walter H. Tyler, scenografo statunitense (n. 1909)
- 4 novembre - David Stirling, militare britannico (n. 1915)
- 4 novembre - Zenjiro Takahashi, nuotatore e pallanuotista giapponese (n. 1912)
- 5 novembre - Herbert Berghof, attore austriaco (n. 1909)
- 5 novembre - Meir Kahane, rabbino e politico statunitense (n. 1932)
- 6 novembre - Traian Crișan, arcivescovo cattolico rumeno (n. 1918)
- 6 novembre - Lex Franken, pallanuotista olandese (n. 1916)
- 6 novembre - Will Kuluva, attore, produttore cinematografico e produttore televisivo statunitense (n. 1917)
- 7 novembre - Lemuel Boulware, dirigente d'azienda statunitense (n. 1895)
- 7 novembre - Lawrence Durrell, scrittore e poeta britannico (n. 1912)
- 7 novembre - Vito Russo, scrittore, attivista e storico del cinema statunitense (n. 1946)
- 8 novembre - Jacqueline Pirenne, archeologa francese (n. 1918)
- 8 novembre - Wolfgang Schmieder, musicologo tedesco (n. 1901)
- 9 novembre - Quinto Martini, scultore, pittore e poeta italiano (n. 1908)
- 10 novembre - Willy Dasso, cestista peruviano (n. 1917)
- 10 novembre - Giuseppe Manacchini, baritono italiano (n. 1902)
- 10 novembre - Tommy Sale, calciatore inglese (n. 1910)
- 10 novembre - Çetin Zeybek, calciatore turco (n. 1932)
- 11 novembre - Elliott Chaze, giornalista e scrittore statunitense (n. 1915)
- 11 novembre - Atilio Demaría, calciatore e allenatore di calcio argentino (n. 1909)
- 11 novembre - Gregory Buckingham, nuotatore statunitense (n. 1945)
- 11 novembre - Sadi Irmak, politico turco (n. 1904)
- 11 novembre - Lisa Kirk, attrice, cantante e ballerina statunitense (n. 1925)
- 11 novembre - Alexis Minotis, attore e regista greco (n. 1900)
- 11 novembre - Italo Mussa, critico d'arte italiano (n. 1939)
- 11 novembre - Ghiannis Ritsos, poeta greco (n. 1909)
- 11 novembre - Tullio Scanferlini, calciatore italiano (n. 1911)
- 12 novembre - Eve Arden, attrice statunitense (n. 1908)
- 12 novembre - Gino Mattiussi, partigiano italiano (n. 1923)
- 12 novembre - Luigi Milano, calciatore e allenatore di calcio italiano (n. 1913)
- 13 novembre - Don Chaffey, regista, sceneggiatore e produttore cinematografico britannico (n. 1917)
- 13 novembre - Vivaldo Fornaciari, calciatore italiano (n. 1904)
- 13 novembre - Richard Lewis, tenore, direttore d'orchestra e insegnante inglese (n. 1914)
- 13 novembre - Romeo Martinez, critico d'arte spagnolo (n. 1911)
- 13 novembre - José Roberto Torrent Prats, pittore spagnolo (n. 1904)
- 14 novembre - Sergio Brusa Pasquè, cestista e ingegnere italiano (n. 1923)
- 14 novembre - Horst Feistel, crittografo tedesco (n. 1915)
- 14 novembre - Italo Gamberini, architetto italiano (n. 1907)
- 14 novembre - Otto Kuchenbecker, cestista tedesco (n. 1907)
- 14 novembre - Roberto Mariano, attore italiano (n. 1969)
- 14 novembre - Malcolm Muggeridge, giornalista e scrittore britannico (n. 1903)
- 14 novembre - Adolf Rudnicki, scrittore polacco (n. 1912)
- 14 novembre - Leonid Zacharovič Trauberg, regista ucraino (n. 1902)
- 15 novembre - Ettore Giannini, regista, sceneggiatore e direttore del doppiaggio italiano (n. 1912)
- 15 novembre - Irina Pavlovna Paley, principessa russa (n. 1903)
- 15 novembre - Paolo Valenti, giornalista e conduttore televisivo italiano (n. 1922)
- 16 novembre - Pierre Braunberger, produttore cinematografico francese (n. 1905)
- 16 novembre - Dmitrij Vladimirovič Skobel'cyn, fisico sovietico (n. 1892)
- 17 novembre - Erich Fischer, calciatore tedesco (n. 1909)
- 17 novembre - Robert Hofstadter, fisico statunitense (n. 1915)
- 17 novembre - Edna Hughes, nuotatrice britannica (n. 1916)
- 18 novembre - Harwell Hamilton Harris, architetto statunitense (n. 1903)
- 19 novembre - Georgij Nikolaevič Flërov, fisico sovietico (n. 1913)
- 19 novembre - Jean-Jacques Maurer, calciatore svizzero (n. 1931)
- 19 novembre - Sun Li-jen, generale cinese (n. 1900)
- 20 novembre - Guglielmo Achille Cavellini, artista e collezionista d'arte italiano (n. 1914)
- 20 novembre - Nino Lupi, calciatore svizzero (n. 1908)
- 20 novembre - Enrico Mastrobuono, magistrato e storico italiano (n. 1896)
- 21 novembre - José Oscar Zelaya Alonso, cestista brasiliano (n. 1912)
- 21 novembre - Pierre Musy, bobbista svizzero (n. 1910)
- 21 novembre - Ralph Siewert, cestista statunitense (n. 1923)
- 23 novembre - Roald Dahl, scrittore, sceneggiatore e aviatore britannico (n. 1916)
- 23 novembre - Ignacio Gallego, politico spagnolo (n. 1914)
- 23 novembre - Karl Aage Hansen, calciatore danese (n. 1921)
- 23 novembre - Sergio Matto, cestista uruguaiano (n. 1930)
- 24 novembre - Vincenzo Demetz, fondista italiano (n. 1911)
- 24 novembre - Helga Feddersen, attrice, sceneggiatrice e cantante tedesca (n. 1930)
- 24 novembre - János Füzér, calciatore ungherese (n. 1916)
- 24 novembre - Joseph Jadrejak, calciatore francese (n. 1918)
- 24 novembre - Marion Post Wolcott, fotografa statunitense (n. 1910)
- 24 novembre - Alessandro Rossi Fanelli, biochimico italiano (n. 1906)
- 24 novembre - Dodie Smith, scrittrice e drammaturga britannica (n. 1896)
- 24 novembre - Edita Spannerová, pittrice slovacca (n. 1919)
- 25 novembre - Salvatore Todisco, pugile italiano (n. 1961)
- 25 novembre - Valdo Vinay, teologo, pastore protestante e predicatore italiano (n. 1906)
- 25 novembre - Eugenio Zordan, calciatore italiano (n. 1921)
- 26 novembre - Feng Youlan, filosofo e storico cinese (n. 1895)
- 26 novembre - Samuel Noah Kramer, storico statunitense (n. 1897)
- 26 novembre - Jacques Wild, calciatore francese (n. 1905)
- 26 novembre - Ludwig von Moos, politico svizzero (n. 1910)
- 27 novembre - Carlo Boccassi, politico e partigiano italiano (n. 1901)
- 27 novembre - Paddy Sheriff, cestista irlandese (n. 1926)
- 27 novembre - Italo Tomassi, pittore e scenografo italiano (n. 1910)
- 27 novembre - David White, attore statunitense (n. 1916)
- 28 novembre - Anders Birger Bohlin, paleontologo svedese
- 28 novembre - Ted Catlin, calciatore inglese (n. 1910)
- 28 novembre - Tamara De Treaux, attrice statunitense (n. 1959)
- 28 novembre - Božena Dobešová, ginnasta cecoslovacca (n. 1914)
- 28 novembre - Paco Godia, pilota automobilistico spagnolo (n. 1921)
- 28 novembre - Władysław Rubin, cardinale e vescovo cattolico polacco (n. 1917)
- 30 novembre - Octavio Antonio Beras Rojas, cardinale e arcivescovo cattolico dominicano (n. 1906)
- 30 novembre - Norman Cousins, giornalista e scrittore statunitense (n. 1915)
- 30 novembre - Vladimir Dedijer, storico e politico jugoslavo (n. 1914)
- 30 novembre - Karl Höfer, calciatore austriaco (n. 1925)